# Медаль Победы (Португалия)
Медаль Победы (порт. Medalha da Vitória) — португальская военная медаль, созданная 15 июля 1919 года. Создание этой медали было согласовано союзниками после их победы в Первой мировой войне. Её лента была одинаковой для всех стран, каждая страна отвечала за дизайн самой медали.

## Условия награждения
Медалью Победы награждались все португальские солдаты, мобилизованные для участия в Первой мировой войне, в том числе солдаты, интегрированные в Португальский экспедиционный корпус, Отдельный корпус тяжелой артиллерии и войска в Африке, участвовавшие в защите португальских колоний и завоевании немецких. 
Медали не вручались только военнослужащим, осуждённым военным трибуналом за совершение военных преступлений или понёсшие дисциплинарные взыскания.

## Знаки отличия
Медаль выполнена из бронзы, с крылатой фигурой Ники на аверсе с цветком Мира в правой руке и лавровым венком в левой. 
На реверсе легенда медали с изображением национального герба и боевого креста.
Лента, единая для всех союзных стран, сделана из шёлка. Выполнена в радужных цветах.